# Bürgles
Bürgles (též Skalka či Rollenburg) je označení pro zaniklý opevněný objekt, snad tvrz, který stával na nevýrazném pahorku v bažinách a slepých ramenech Ohře, asi půl kilometru od Skalky. Na nedaleké vyšší ostrožně byl později vybudován hrad Skalka, zřejmě nástupce tohoto objektu. Pro svůj kruhový tvar, který bylo údajně možné vidět ještě ve 20. století, bývá také nazýván jako Rollenburg. Dnes je místo pod hladinou vodní nádrže Skalka.

## Historie
Historie tohoto objektu je plná domněnek, jelikož je těžké rozlišit, které prameny se vztahují ke kterému panskému sídlu u Skalky. Zde navíc neznáme ani původní jméno. Objekt bývá často považován za nejstarší z panských sídel Skalky, kterou na konci 13. století vlastnil Jindřich Paulsdorfer. To je také jediná informace, kterou můžeme k objektu bezpečně přiřadit. Podle L. Schreinera objekt sloužil jako sídlo loupeživých rytířů a zanikl po útoku Chebanů někdy okolo roku 1300.